# ترک‌های اروپا

مناطق اروپا
اروپای شمالی
اروپای غربی
اروپای شرقی
اروپای جنوبی

ترک‌های اروپا (به انگلیسی: Euro-Turks)، (به ترکی استانبولی: Avrupa Türkleri) ترک‌هایی از شاخهٔ ترک‌های استانبولی هستند که در سرتاسر قارهٔ اروپا به جز ترکیه زندگی می‌کنند. برآوردهای کنونی نشان می‌دهد که حدود ۹ میلیون تُرک در اروپا، به استثنای ترکیه سکونت دارند.

## پیشینه
ترکان سابقهٔ سکونت طولانی از دوران امپراتوری عثمانی در اروپا دارند که برای اولین بار به جنوب شرق اروپا مهاجرت کردند. تُرک‌ها در محدوده امپراطوری عثمانی و نیز هم‌اکنون جوامعی در بلغارستان (ترک‌های بلغارستان)، بوسنی و هرزگوین (ترک‌های بوسنی و هرزگوین)، قبرس (ترک‌های قبرس)، گرجستان (ترک‌های مسختی)، یونان (ترک‌های یونان) (ترک‌های تراکیه غربی) (ترک‌های دودیکانیسیا)، کوزوو (ترک‌های کوزوو)، مقدونیه (ترک‌های مقدونیه) و رومانی (ترک‌های رومانی) زندگی می‌کنند.
مهاجرت ترک‌ها به اروپای غربی با مهاجرت ترک‌های قبرس به بریتانیا در دهه ۱۹۲۰ آغاز شد. که با وقوع کریسمس خونین، ترک‌های قبرس در دهه ۱۹۴۰ و ۱۹۵۰ به میزان قابل توجهی به جهت مناقشه قبرس به بریتانیا کوچ کردند. برعکس، در سال ۱۹۴۴، ترک‌ها که به زور و اجبار از مسختی در گرجستان تبعید شدند. و در طول جنگ جهانی دوم به عنوان ترک‌های مسختی شناخته می‌شوند. دسته دیگری در شرق اروپا به خصوص در جمهوری آذربایجان، قزاقستان، روسیه و اوکراین ساکن شدند. اوایل دهه ۱۹۶۰، مهاجرت به غرب و شمال اروپا به طور قابل توجهی از ترکیه افزایش یافت، که از ترکیه " کارگران میهمان" تحت قرارداد صادرات کارگر" با آلمان در سال ۱۹۶۱، به دنبال یک قرارداد مشابه با هلند، بلژیک و اتریش در سال ۱۹۶۴، فرانسه در سال ۱۹۶۵، و سوئد در سال ۱۹۶۷ وارد شدند. اخیراً، ترک‌های بلغارستان، ترک‌های رومانیایی و ترک‌های تراکیه غربی نیز به اروپای غربی مهاجرت کرده‌اند.

## جمعیت‌شناسی

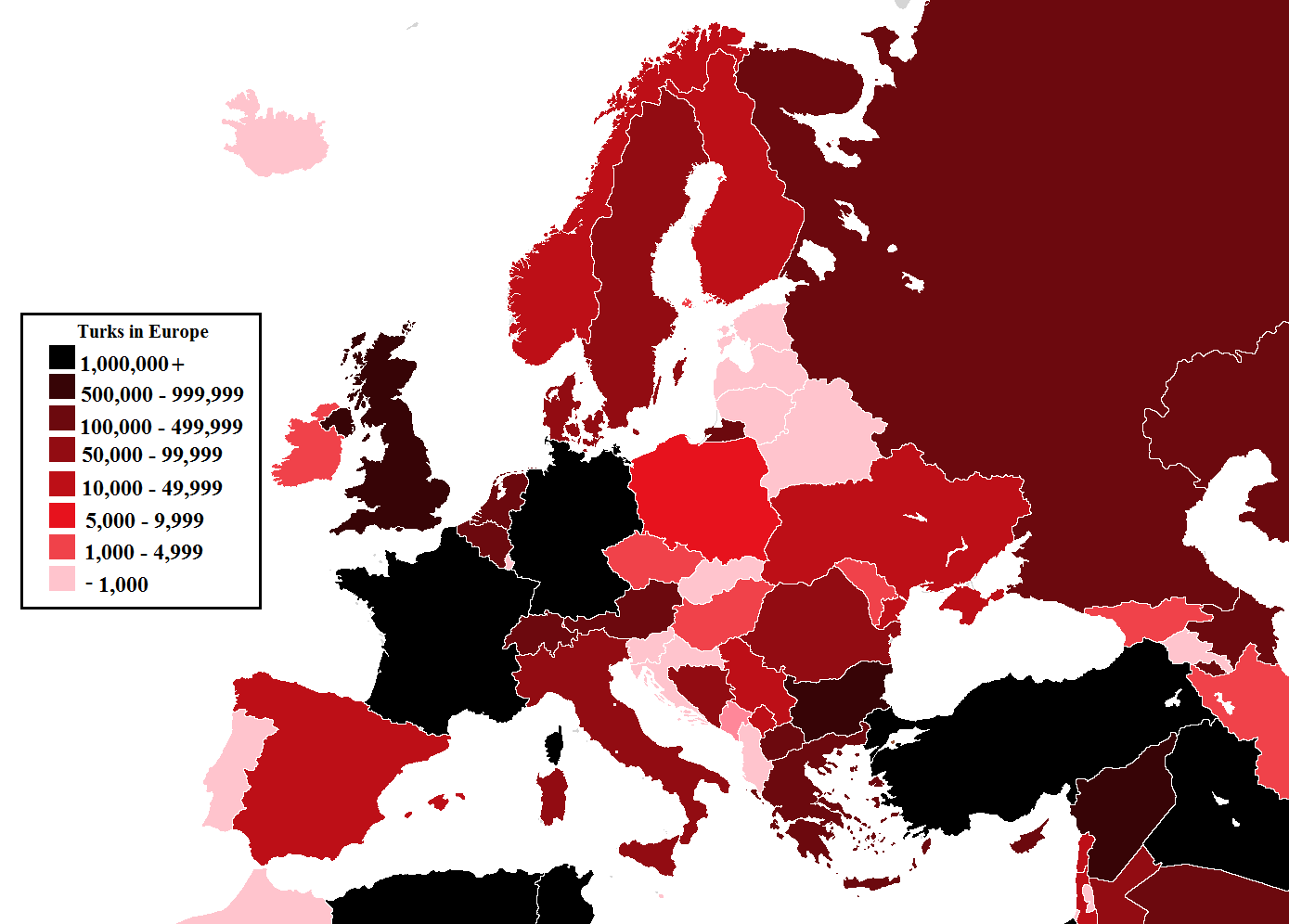
جمعیت‌شناسی ترک‌ها در اروپا.

| کشور                                                     | جمعیت                                      | توضیحات بیشتر           | فهرست                  |
| -------------------------------------------------------- | ------------------------------------------ | ----------------------- | ---------------------- |
| آلبانی                                                   |                                            |                         |                        |
| آندورا                                                   |                                            |                         |                        |
| اتریش                                                    | ۳۵۰٬۰۰۰ ۵۰۰٬۰۰۰                            | ترک‌های اتریش            | فهرست ترک‌های اتریش     |
| جمهوری آذربایجان[a]                                      | ۹۰٬۰۰۰-۱۱۰٬۰۰۰ (ترک‌های مسختی)              | ترک‌های جمهوری آذربایجان |                        |
| بلاروس                                                   | ۱۵۴                                        |                         |                        |
| بلژیک                                                    | ۲۰۰٬۰۰۰ ۲۵۰٬۰۰۰                            | ترک‌های بلژیک            | فهرست ترک‌های بلژیک     |
| بوسنی و هرزگوین                                          | ۵۰٬۰۰۰                                     | ترک‌های بوسنی و هرزگوین  |                        |
| بلغارستان                                                | ۵۸۸٬۳۱۸-۷۵۰٬۰۰۰-۱٬۰۰۰٬۰۰۰                  | ترک‌های بلغارستان        | فهرست ترک‌های بلغارستان |
| کرواسی                                                   | ۲٬۰۰۰                                      |                         |                        |
| قبرس[b] · قبرس شمالی                                     | ۲٬۰۰۰ ۳۰۰٬۰۰۰-۵۰۰٬۰۰۰                      | ترک‌های قبرس             | فهرست قبرسی‌ها          |
| جمهوری چک                                                | ۱٬۷۰۰                                      |                         |                        |
| دانمارک                                                  | ۷۰٬۰۰۰ ۸۰٬۰۰۰                              | ترک‌های دانمارک          |                        |
| استونی                                                   | ۲۴                                         |                         |                        |
| فنلاند                                                   | ۱۰٬۰۰۰                                     | ترک‌های فنلاند           |                        |
| فرانسه                                                   | ۵۰۰٬۰۰۰-۶۰۰٬۰۰۰ ۱٬۰۰۰٬۰۰۰                  | ترک‌های فرانسه           | فهرست ترک‌های فرانسه    |
| گرجستان[c]                                               | ۶۰۰-۱٬۰۰۰ (ترک‌های مسختی)                   | ترک‌های گرجستان          |                        |
| آلمان                                                    | ۳٬۵۰۰٬۰۰۰ - ۴٬۰۰۰٬۰۰۰ ۶٬۰۰۰٬۰۰۰            | ترک‌های آلمان            | فهرست ترک‌های آلمان     |
| یونان · تراکیه غربی · آتن · رودس و جزیره کوس · تسالونیکی | ۸۰٬۰۰۰-۱۳۰٬۰۰۰ ۱۰٬۰۰۰ — ۱۵٬۰۰۰ ۵٬۰۰۰       | ترک‌های یونان            |                        |
| مجارستان                                                 | ۱٬۷۰۰                                      | ترک‌های مجارستان         |                        |
| ایسلند                                                   | ۶۸                                         |                         |                        |
| جمهوری ایرلند                                            | ۳٬۰۰۰                                      | ترک‌های ایرلند           |                        |
| ایتالیا                                                  | ۲۱٬۰۰۰                                     | ترک‌های ایتالیا          |                        |
| قزاقستان[d]                                              | ۱۵۰٬۰۰۰ (ترک‌های مسختی)                     | ترک‌های قزاقستان         |                        |
| کوزوو[e]                                                 | ۵۰٬۰۰۰-۱۰۰٬۰۰۰                             | ترک‌های کوزوو            |                        |
| لتونی                                                    | ۱۴۲                                        | ترک‌های لتونی            |                        |
| لیختن‌اشتاین                                              | ۱٬۰۰۰                                      | ترک‌های لیبخن‌اشتاین      |                        |
| لیتوانی                                                  | ۳۵                                         |                         |                        |
| لوکزامبورگ                                               | ۴۵۰                                        |                         |                        |
| مقدونیه شمالی                                            | ۱۷۰٬۰۰۰-۲۰۰٬۰۰۰                            | ترک‌های مقدونیه          |                        |
| مالت                                                     | ۵۳                                         |                         |                        |
| مولدووا                                                  | ۱٬۰۰۰                                      | ترک‌های مولداوی          |                        |
| موناکو                                                   | ۵۷                                         |                         |                        |
| مونته‌نگرو                                                | ۱۰۴                                        | ترک‌های مونته‌گرو         |                        |
| هلند                                                     | ۴۰۰٬۰۰۰-۵۰۰٬۰۰۰ ۶۲۷٬۰۰۰                    | ترک‌های هلند             | فهرست ترک‌های هلند      |
| نروژ                                                     | ۱۶٬۰۰۰                                     | ترک‌های نروژ             |                        |
| لهستان                                                   | ۲٬۵۰۰                                      | ترک‌های لهستان           |                        |
| پرتغال                                                   | ۲۵۰                                        |                         |                        |
| رومانی                                                   | ۲۸٬۲۲۶-۵۵٬۰۰۰-۸۰٬۰۰۰                       | ترک‌های رومانی           |                        |
| روسیه[f]                                                 | ۱۲۰٬۰۰۰-۱۵۰٬۰۰۰                            | ترک‌های روسیه            |                        |
| سان مارینو                                               |                                            |                         |                        |
| صربستان                                                  | ۶۴۷                                        | ترک‌های صربستان          |                        |
| اسلواکی                                                  | ۱۵۰                                        |                         |                        |
| اسلوونی                                                  | ۲۵۹                                        |                         |                        |
| اسپانیا                                                  | ۴٬۰۰۰                                      | ترک‌های اسپانیا          |                        |
| سوئد                                                     | ۱۰۰٬۰۰۰-۱۵۰٬۰۰۰                            | ترک‌های سوئد             |                        |
| سوئیس                                                    | ۱۰۰٬۰۰۰-۱۲۰٬۰۰۰                            | ترک‌های سوئیس            | فهرست ترک‌های سوئیس     |
| ترکیه                                                    | ۵۵٬۰۰۰٬۰۰۰-۶۰٬۰۰۰٬۰۰۰                      | ترک‌های استانبولی        | فهرست ترک‌ها            |
| اوکراین                                                  | ۱۰٬۰۰۰ (ترک‌های مسختی)                      | ترک‌های اوکراین          |                        |
| بریتانیا                                                 | ۵۰۰٬۰۰۰ (شامل ۳۰۰٬۰۰۰-۳۵۰٬۰۰۰ ترک‌های قبرس) | ترک‌های بریتانیا         | فهرست ترک‌های بریتانیا  |
| مجموع                                                    | ۹٬۰۰۰٬۰۰۰ (به استثنای ترکیه)               |                         |                        |

## نگارخانه

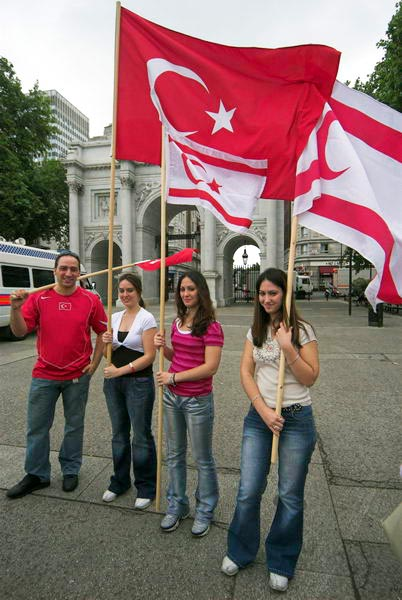
راهپیمایی ترک‌ها در بریتانیا
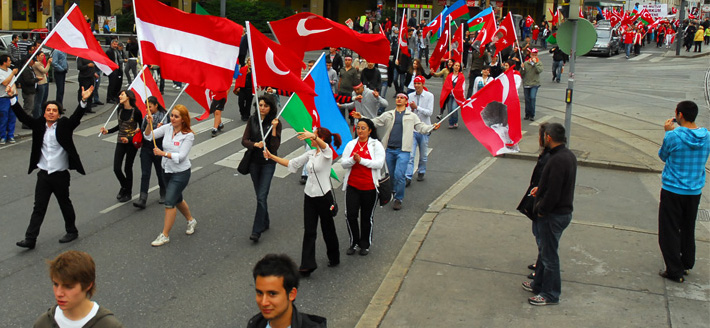
روز ترک در وین، اتریش
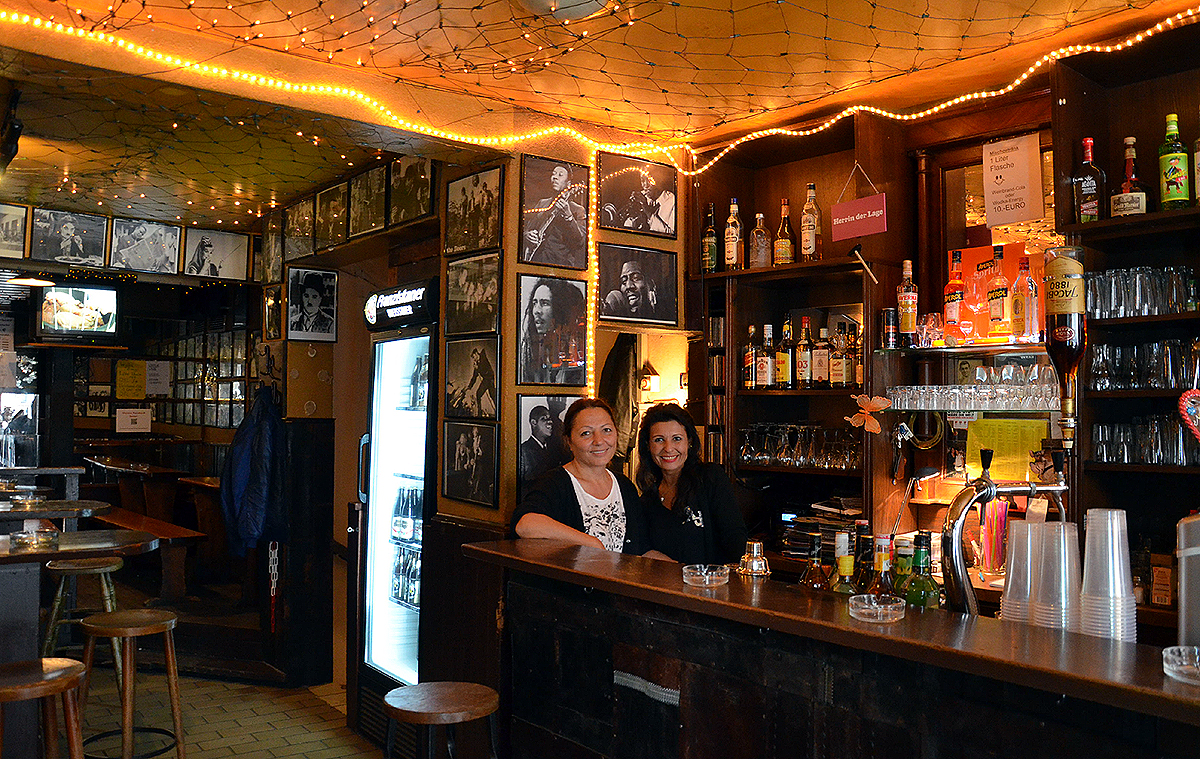
کارمندان ترک در بارفوس در هانوفر
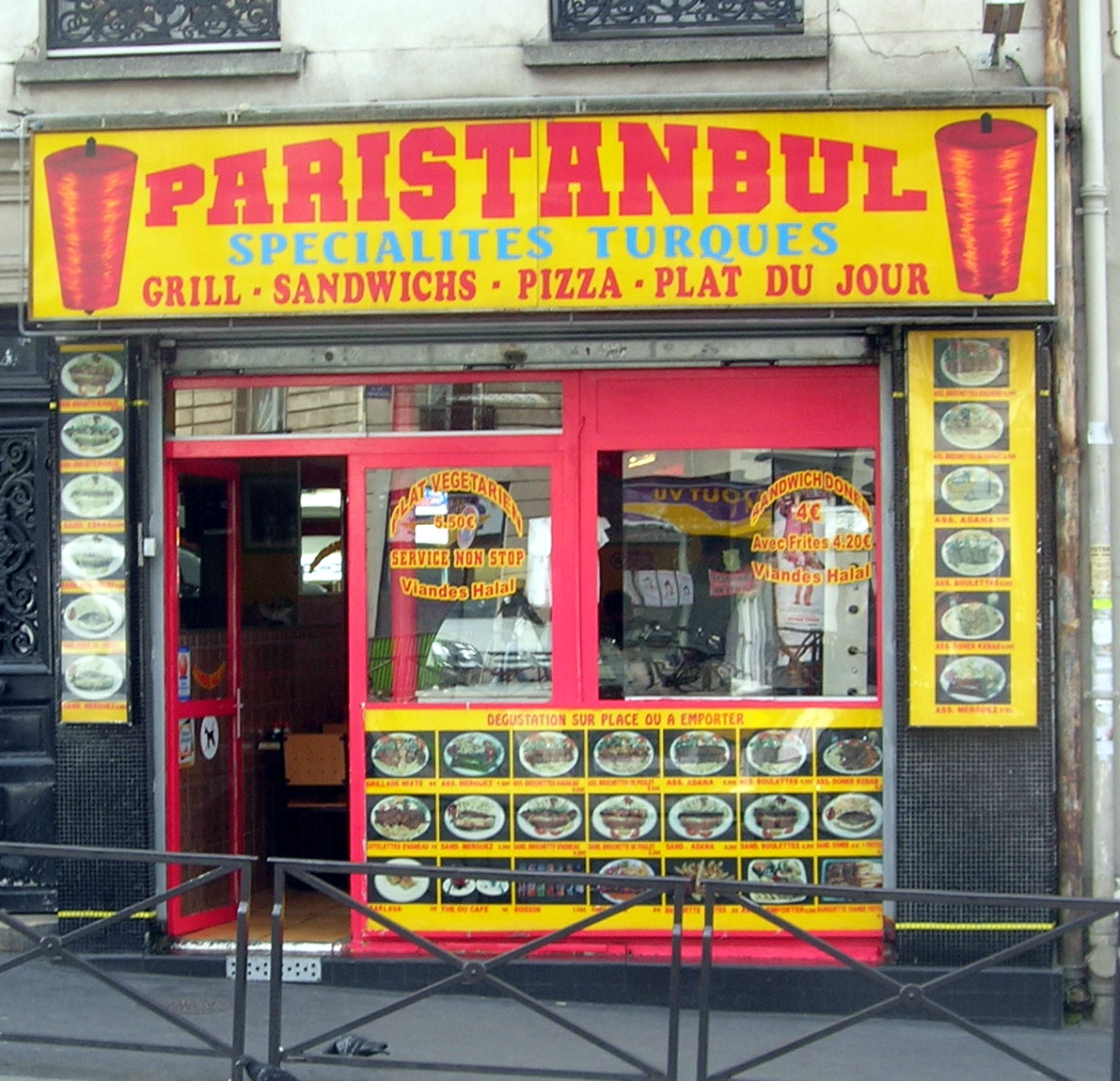
مغازه یک ترک در پاریس
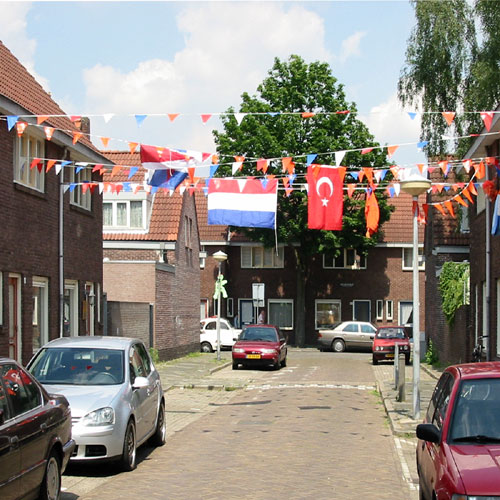
محله ترک‌ها در هلند